# Merenius myrmex
Merenius myrmex là một loài nhện trong họ Corinnidae.
Loài này thuộc chi Merenius. Merenius myrmex được Eugène Simon miêu tả năm 1910.